# Денежная единица
Де́нежная едини́ца, устар. моне́тная едини́ца — исторически сложившаяся или законодательно установленная единица измерения денег, которая выражается определённой массой одного из монетных металлов (прежде всего, золота, серебра или меди), денежной единицей другого государства или определённым числом более крупных (кратных) или более мелких (дробных, фракций) денежных единиц. Так, например, денежными единицами СССР в 1924—1947 годах являлись червонец, эквивалентный 7,74 г чистого золота, и рубль, равный 1⁄10 червонца, денежной единицей Российской Федерации является рубль, который состоит из 100 копеек, а денежной единицей Гибралтара — гибралтарский фунт, равный одному фунту стерлингов.
Денежная единица используется для выражения цен товаров и услуг, для установления номиналов денежных знаков страны, для осуществления денежных расчётов, для ведения учётных операций, для определения стоимости (курса) иностранных валют.
С 70-х годов XX века в результате демонетизации золота (утраты им денежных функций) и перехода всех стран мира к использованию фиатных денег металлическое содержание денежных единиц, как правило, не устанавливается.
Номинал (название) денежной единицы, как правило, определяется национальным центральным банком, но может закрепляться конституцией государства или другими законами.

## Определения денежной единицы
Денежная единица может определяться, как
- основной номинал денежной системы, его название[3], которое реализуется в кратных и дробных (фракциях)[4][5], обозначая достоинство монет и банкнот[6];
- основной элемент денежной и валютной систем, единица счёта, мера счёта, денежный знак (как форма представления денег или как вид денег, участвующих в обращении), единица, которая содержит установленную законом массу драгоценного металла (золота или серебра), мера стоимости, счётная единица, единица для расчётов, просто единица, в которой выражаются цены товаров и услуг, валютный курс, ведутся расчёты[7][8][9][1][10][11], иначе говоря, которая принимается в данной стране за масштаб цен (служит для выражения цен товаров и услуг в сопоставимых величинах, в одном масштабе)[12][13][14][15].

В период господства полноценных ходячих монет и зарождения бумажно-денежного обращения вместо термина «денежная единица», как правило, использовалось понятие «монетная единица». Денежная единица — это также одно из основных значений термина «валюта».

## Денежная единица Российской Федерации
Согласно статья 75 Конституции Российской Федерации,

Денежной единицей в Российской Федерации является рубль. Денежная эмиссия осуществляется исключительно Центральным банком Российской Федерации. Введение и эмиссия других денег в Российской Федерации не допускаются.
Подробнее этот пункт Конституции раскрывается в 27-й статье закона «О Центральном банке Российской Федерации»:

Официальной денежной единицей (валютой) Российской Федерации является рубль. Один рубль состоит из 100 копеек.
Введение на территории Российской Федерации других денежных единиц и выпуск денежных суррогатов запрещаются.

## Международные денежные единицы
В 30-годах XX века для проведения международных расчётов и ведения статистики начали создаваться международные денежные единицы. Так, например, Банк международных расчётов использовал золотой франк, содержащий 0,29 грамма чистого золота. В 1950—1958 годах в рамках Европейского платёжного союза появилась европейская платёжная единица (эпунит от англ. EP-Unit — European Payment Unit), равная по золотому содержанию доллару США. Позже, в 1958—1978 годах, её заменила европейская расчётная (денежная) единица (англ. EUA — European Unit of Account), а в 1979—1998 годах — европейская валютная единица (ЭКЮ от англ. ECU — European Currency Unit). На смену ЭКЮ в 1999 году пришёл евро.
Международными денежными единицами являются специальные права заимствования (СДР от англ. SDR — Special Drawing Rights), с 1970 года эмитируемые Международным валютным фондом, и франк КФА, используемый во многих странах Центральной и Западной Африки.
Многие страны отказываются от использования собственных денежных единиц в пользу национальных валют других стран. Наиболее популярны в этом качестве такие денежные единицы, как доллары США (см. «Долларизация») и евро.

## Денежные единицы с металлическим содержанием
В 1970-х годах произошла окончательная демонетизация золота. Оно полностью утратило денежные функции. Если до этого стоимость многих денежных единиц в конечном итоге соответствовала той или иной массе драгоценного металла, то теперь все страны мира перешли к использованию фиатных денег, металлическое содержание которых не устанавливается. Однако существуют частные и локальные денежные единицы, стоимость которых выражена в золоте. Это, например, цифровая валюта e-gold, а также исламский золотой динар и серебряный дирхам. Последние, опираясь на факт упоминания в Коране, претендуют на статус международных денежных единиц нескольких исламских государств. Проект введения дополнительной денежной единицы с фиксированным содержанием золота — золотого франка — в 2011 году был предложен на рассмотрение Национальному совету Швейцарии, но пока не получил поддержки.

## Счётная денежная единица
«Счётная де́нежная едини́ца» («счётно-де́нежная едини́ца», «счётная едини́ца») является неоднозначным термином. В самом общем виде он означает условную (идеальную) величину, которая не имеет реального воплощения в реальной (звонкой) монете или в другом физическом носителе и используется только для денежного счёта, безналичных расчётов или бухгалтерского учёта. Развитием этого термина являются понятия «счётная монета» и «идеальная монета», которые противопоставляются монете реальной. Но для счётной монеты приоритетным является содержащееся в ней число монет более мелких номиналов, а не их общий вес. То есть при изменении содержания серебра в более мелких монетах счётная монета будет по-прежнему включать то же их число, но будет эквивалента меньшему весу чистого серебра. Для идеальной монеты константой является чистый вес содержащегося в ней драгоценного металла, а не число эквивалентных ей мелких монет. То есть при изменении содержания серебра в более мелких монетах его содержание в идеальной монете не изменится, но она будет эквивалента большему числу мелких монет.